# Tüskés
Tüskés (1899-ig Pichnye, szlovákul: Pichne, ruszinul: Пыхнї, Pöchnyi) község Szlovákiában, az Eperjesi kerület Szinnai járásában.

## Fekvése
Szinnától 6 km-re északnyugatra, a Laborcmenti-dombvidék középső részén fekszik.

## Története
A falu valószínűleg már a 11. század előtt is létezett. 1312-ben említik először, a homonnai uradalomhoz tartozott. A 14. századtól a Drugeth család birtoka, ekkor vlach pásztorokat telepítettek ide. A 17. század elejétől temploma is volt a községnek. 1600-ban 16 jobbágyházán kívül a bírónak volt még egy-két háza itt. A 18. századtól a Berhelyi család tulajdonában találjuk. 1715-ben 18 lakott és 13 üres ház állt a faluban. 1787-ben 646-an lakták.
A 18. század végén Vályi András így ír róla: „PICHNYE. Orosz falu Zemplén Vármegyében, földes Ura Rhollyi Uraság, lakosai ó hitüek, fekszik Nechvál-Polyánkához, és Pcsolinához 3/4 órányira, határja hegyes, sovány, ha trágyáztatik, a’ rozsot megtermi, réttye jó szénát hoz, fája van mind a’ kétféle, piatza Homonnán, és Ungváron.”
1828-ban 97 háza és 793 lakosa volt.
Fényes Elek 1851-ben kiadott geográfiai szótárában így ír a faluról: „Pichnyó, orosz falu, Zemplén vmegyében, Szinna fil., 8 romai, 730 g. kath., 9 zsidó lak., gör. templommal, 1163 hold szántófölddel. F. u. Berhelyi. Ut. p. Szobráncz.”
Borovszky Samu monográfiasorozatának Zemplén vármegyét tárgyaló része szerint: „Tüskés, azelőtt Pichnye, a Beszkidek alatt fekvő ruthén kisközség. Van 78 háza és 447 gör. kath. vallásu lakosa. Postája és távírója Szinna, vasúti állomása Homonna. A homonnai uradalomhoz tartozott, de azután a Berhelyi család lett a földesura. Most Hering Gottfried Jánosnak van itt nagyobb birtoka. 1873-ban éhinség uralkodott a községben. Gör. kath. temploma 1810-ben épült és 1867-ben megújították.”
1920 előtt Zemplén vármegye Szinnai járásához tartozott.

## Népessége
| Év:            | 1994. | 2004.   | 2014.   | 2024.   |
| -------------- | ----- | ------- | ------- | ------- |
| Emberek száma: | 555   | 554     | 571     | 547     |
| Eltérés:       |       | -0,18 % | +3,06 % | -4,20 % |

| Év:            | 2023. | 2024.   |
| -------------- | ----- | ------- |
| Emberek száma: | 550   | 547     |
| Eltérés:       |       | -0,54 % |

1910-ben 397, túlnyomórészt ruszin anyanyelvű lakosa volt.
2001-ben 546 lakosából 353 szlovák, 107 ruszin és 74 ukrán volt.
2011-ben 577 lakosából 419 szlovák, 99 ruszin és 39 ukrán volt.

## Nevezetességei
- Görögkatolikus temploma a 19. század elején épült.
- Ortodox templom (1867).